# Coelotes obako
Coelotes obako är en spindelart som beskrevs av Nishikawa 1983. Coelotes obako ingår i släktet Coelotes och familjen mörkerspindlar. Inga underarter finns listade i Catalogue of Life.